# Crytea cognata
Crytea cognata là một loài tò vò trong họ Ichneumonidae.